# Instituto de Medicina Molecular
O Instituto de Medicina Molecular João Lobo Antunes (sigla: iMM), é uma instituição de investigação da Universidade de Lisboa, sedeado em Lisboa, Portugal, mais precisamente no campus da Faculdade de Medicina da Universidade de Lisboa, no Edifício Egas Moniz.
O IMM é dedicado à investigação do genoma humano, com o objectivo de contribuir para uma melhor compreensão dos mecanismos da doença, o desenvolvimento de novos testes preditivos, melhorar as ferramentas de diagnóstico, e desenvolver novas abordagens terapêuticas. 

## História

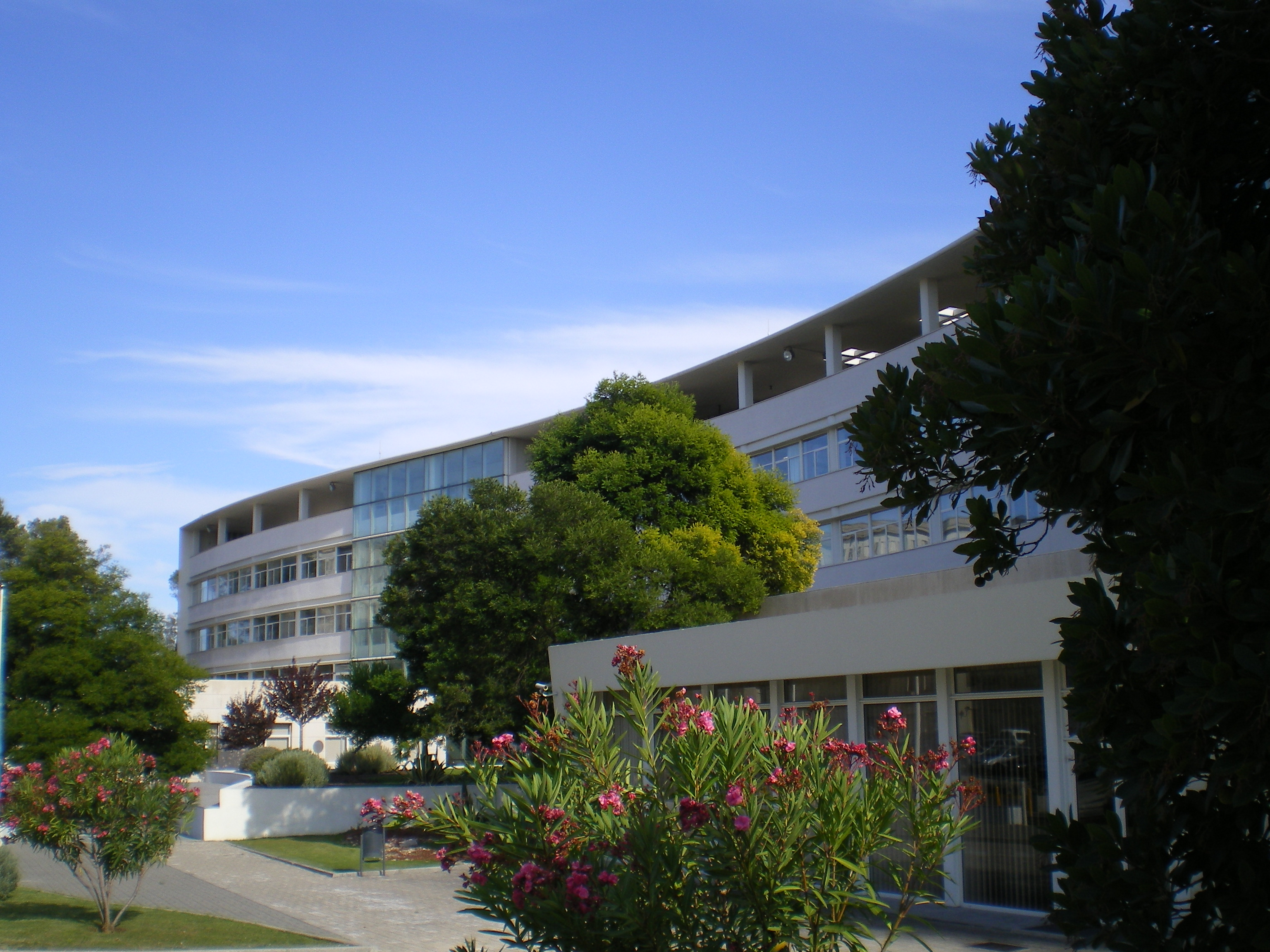
Edifíco Egas Moniz, partilhado pelo IMM e Faculdade de Medicina da Universidade de Lisboa, nos terrenos do Hospital de Santa Maria.

O iMM foi criado em Novembro de 2001, como resultado da associação dos 5 centros de investigação da Faculdade de Medicina da Universidade de Lisboa: o Centro de Biologia e Patologia Molecular (CEBIP), o Centro de Neurociências de Lisboa (CNL), o Centro de Microcirculação e Vascular Patobiológica (CMBV), o Centro de Gastroenterologia (CG), e o Centro de Nutrição e Metabolismo (CNB). Em 2003, o Centro de Investigação Molecular Patobiológico (CIPM), do Instituto Português de Oncologia Francisco Gentil (IPOFG), tornou-se também membro associado do IMM. Foi, contudo, apenas em 2004, aquando da inauguração do Edifício Egas Moniz, que o IMM iniciou a sua actividade de instituição de investigação conjunta.
Aquando da sua criação, o iMM beneficiou de uma plena integração na Faculdade de Medicina da Universidade de Lisboa dos investigadores que iniciaram a sua carreira académica e científica no Instituto Gulbenkian de Ciência (IGC), em Oeiras, (uma das primeiras instituições nacionais a introduzir e fazer uso da arte da biologia celular e técnicas moleculares).
O iMM é presidido pela Prof. Doutora Maria do Carmo Fonseca, tendo como directora executiva a Prof. Doutora Maria Manuel Mota e como vice-director o Prof. Doutor Bruno Silva-Santos.